# Кампедеј (Белуно)
Кампедеј (итал. Campedei) је насеље у Италији у округу Белуно, региону Венето.
Према процени из 2011. у насељу је живело 140 становника. Насеље се налази на надморској висини од 589 м.